# Zaiwa jezik
Zaiwa jezik (aci, aji, atshi, atsi, atsi-maru, atzi, azi, szi, tsaiwa, xiaoshanhua; ISO 639-3: atb), jedan od burmanskih jezika šire lolo-burmanske skupine, kojim govori 80 000 ljudi u Kini (1999 X. Xu) u provinciji Yunnan i 30 000 (1997) u burmanskim državama Kachin i Shan.
Postoje tri dijalekta, longzhun, tingzhu i bengwa. Poznaju ga i govornici nekih drugih jezika.
Pripadnici etničke grupe Atsi ili Zaiwa od Burmanaca su nazivani Zi, a od Kineza Tsaiwa, a na glasu su kao neka lokalna vrsta mafije

## Vanjske poveznice
- Ethnologue (14th)
- Ethnologue (15th)